# Volley Tricolore Reggio Emilia 2016-2017
Questa voce raccoglie le informazioni riguardanti il Volley Tricolore Reggio Emilia nelle competizioni ufficiali della stagione 2016-2017.

## Stagione
La stagione 2016-17 è per il Volley Tricolore Reggio Emilia, sponsorizzato dalla Conad, la quarta, la terza consecutiva, in Serie A2; come allenatore viene scelto James Costi, sostituito a campionato in corso da Francesco Dall'Olio (nel periodo della scelta del nuovo allenatore ha guidato la squadra il secondo Paolo Zambolin), mentre la rosa ha visto diverse conferme come quella di Ludovico Dolfo, Antonio Cargioli, Yvan Kody, Giulio Silva e Davide Morgese. Tra i nuovi acquisti quelli di Luca Beccaro, Pietro Soli e Luka Šuljagić e tra le cessioni quelle di Manuele Marchiani, Alessandro Tondo e Thomas Douglas.
Il campionato si apre con tre sconfitte consecutive: la prima vittoria arriva alla quarta giornata contro l'Atlantide Pallavolo Brescia; nel resto del girone di andata la squadra di Reggio nell'Emilia vince tutte le partite disputate in trasferta e perde quelle in casa, classificandosi al sesto posto e fuori dalla zona qualificazione per la Coppa Italia di Serie A2. Il girone di ritorno è caratterizzato da una serie di risultati altalenanti, talvolta con due successi o sconfitte consecutive: chiude la regular season con il quinto posto in classifica nel proprio girone, accedendo alla pool promozione. Nella seconda parte del campionato ottiene due vittorie su cinque gare disputate nel girone di andata e tre successi, tutti in case, in quello di ritorno: si qualifica ai play-off promozione grazie al sesto posto in classifica. Viene tuttavia sconfitta in due gare nei quarti di finale, entrambe con il risultato di 3-0, dalla Marconi Volley Spoleto e conseguentemente eliminata dalla competizione.

## Organigramma societario
Area direttiva
- Presidente: Giulio Bertaccini
- Vicepresidente: Azzio Santini, Ivan Burani
- Segreteria generale: Laura Pantaleoni, Patrizia Battini

Area organizzativa
- Direttore sportivo: Giorgio Barbareschi
- Team manager: Mauro Gallingani
- Tesoriere: Giancarlo Bertozzi

Area tecnica
- Allenatore: James Costi (fino al 2 dicembre 2016), Paolo Zambolin (dal 2 dicembre 2016 al 13 dicembre 2016), Francesco Dall'Olio (dal 13 dicembre 2016)
- Allenatore in seconda: Paolo Zambolin (fino al 2 dicembre), Marco Verdi (dal 2 dicembre 2016 al 13 dicembre 2016), Paolo Zambolin (dal 13 dicembre 2016)
- Scout man: Alessandro Mori
- Responsabile settore giovanile: Massimo Davoli

Area comunicazione
- Addetto stampa: Daniele Petrone
- Social media manager: Barbara Bertolini
- Fotografo: Piero Taddei

Area marketing
- Responsabile marketing: Loris Migliari

Area sanitaria
- Medico: Marco Poli
- Preparatore atletico: Bruno Barigazzi
- Fisioterapista: Carlotta Mainini

## Rosa
| N° | Nome                  | Ruolo | Data di nascita   | Nazionalità sportiva |
| -- | --------------------- | ----- | ----------------- | -------------------- |
| 1  | Luka Šuljagić         | C     | 8 marzo 1986      | Montenegro           |
| 2  | Marco Norbedo         | C     | 9 giugno 1996     | Italia               |
| 4  | Andrea Miselli        | C     | 8 dicembre 1994   | Italia               |
| 5  | Pietro Soli           | P     | 6 febbraio 1994   | Italia               |
| 6  | Ludovico Dolfo        | S     | 30 giugno 1989    | Italia               |
| 7  | Antonio Cargioli      | C     | 5 novembre 1994   | Italia               |
| 8  | Luca Beccaro          | P     | 25 gennaio 1998   | Italia               |
| 9  | Alessandro Bevilacqua | S     | 29 dicembre 1994  | Italia               |
| 10 | Yvan Kody             | S/O   | 25 agosto 1991    | Camerun              |
| 11 | Federico Rossatti     | S/O   | 22 luglio 1994    | Italia               |
| 12 | Giulio Silva          | S     | 3 ottobre 1986    | Italia               |
| 14 | Riccardo Scaltriti    | L     | 14 settembre 1994 | Italia               |
| 16 | Davide Morgese        | L     | 16 giugno 1996    | Italia               |

## Mercato
| Acquisti | Acquisti          | Acquisti          | Acquisti   |
| R.       | Nome              | da                | Modalità   |
| -------- | ----------------- | ----------------- | ---------- |
| P        | Luca Beccaro      | Marconi           | definitivo |
| C        | Andrea Miselli    | Universal Carpi   | definitivo |
| C        | Marco Norbedo     | Atlantide Brescia | definitivo |
| S/O      | Federico Rossatti | AVS               | definitivo |
| P        | Pietro Soli       | Modena            | definitivo |
| C        | Luka Šuljagić     | Cannes            | definitivo |

| Cessioni | Cessioni          | Cessioni            | Cessioni   |
| R.       | Nome              | a                   | Modalità   |
| -------- | ----------------- | ------------------- | ---------- |
| C        | Davide Benaglia   | Lupi Santa Croce    | definitivo |
| P        | Simone Bonante    | Alessano            | definitivo |
| S/O      | Leano Cetrullo    | New Real Gioia      | definitivo |
| S        | Thomas Douglas    | Topvolley Antwerpen | definitivo |
| P        | Manuele Marchiani | Civita Castellana   | definitivo |
| C        | Alessandro Tondo  | Powervolley Milano  | definitivo |

## Risultati

### Serie A2

#### Regular season

##### Girone di andata
| 1ª giornata - 9 ottobre 2016 Palazzetto dello Sport, Brendola        | Castellana       | 3 - 1 | Tricolore         | 25-21, 21-25, 25-23, 25-20        |
| 2ª giornata - 16 ottobre 2016 PalaBigi, Reggio nell'Emilia           | Tricolore        | 2 - 3 | Olimpia Bergamo   | 22-25, 20-25, 25-21, 27-25, 15-17 |
| 3ª giornata - 23 ottobre 2016 PalaGrotte, Castellana Grotte          | Materdomini      | 3 - 2 | Tricolore         | 25-27, 21-25, 25-17, 25-19, 15-11 |
| 4ª giornata - 30 ottobre 2016 PalaBigi, Reggio nell'Emilia           | Tricolore        | 3 - 0 | Atlantide Brescia | 25-21, 25-21, 25-21               |
| 5ª giornata - 6 novembre 2016 PalaParini, Cantù                      | Libertas Brianza | 1 - 3 | Tricolore         | 25-23, 23-25, 27-29, 18-25        |
| 6ª giornata - 13 novembre 2016 PalaBigi, Reggio nell'Emilia          | Tricolore        | 1 - 3 | Civita Castellana | 26-24, 21-25, 21-25, 20-25        |
| 7ª giornata - 20 novembre 2016 PalaManera, Mondovì                   | Mondovì          | 1 - 3 | Tricolore         | 25-17, 23-25, 18-25, 21-25        |
| 8ª giornata - 27 novembre 2016 PalaBigi, Reggio nell'Emilia          | Tricolore        | 1 - 3 | Marconi           | 20-25, 17-25, 27-25, 19-25        |
| 9ª giornata - 3 dicembre 2016 Palasport Grottazzolina, Grottazzolina | M&G              | 0 - 3 | Tricolore         | 19-25, 15-25, 16-25               |

##### Girone di ritorno
| 10ª giornata - 8 dicembre 2016 PalaBigi, Reggio nell'Emilia         | Tricolore         | 3 - 0 | Castellana       | 25-22, 26-24, 25-19               |
| 11ª giornata - 11 dicembre 2016 PalaNorda, Bergamo                  | Olimpia Bergamo   | 3 - 2 | Tricolore        | 21-25, 25-18, 22-25, 25-22, 15-7  |
| 12ª giornata - 18 dicembre 2016 PalaBigi, Reggio nell'Emilia        | Tricolore         | 3 - 0 | Materdomini      | 25-16, 25-13, 25-18               |
| 13ª giornata - 26 dicembre 2016 PalaSanFilippo, Brescia             | Atlantide Brescia | 0 - 3 | Tricolore        | 21-25, 22-25, 18-25               |
| 14ª giornata - 5 gennaio 2017 PalaBigi, Reggio nell'Emilia          | Tricolore         | 0 - 3 | Libertas Brianza | 23-25, 16-25, 21-25               |
| 15ª giornata - 8 gennaio 2017 Palazzetto dello Sport, Montefiascone | Civita Castellana | 1 - 3 | Tricolore        | 25-22, 20-25, 19-25, 22-25        |
| 16ª giornata - 15 gennaio 2017 PalaBigi, Reggio nell'Emilia         | Tricolore         | 3 - 2 | Mondovì          | 25-20, 21-25, 22-25, 25-20, 15-9  |
| 17ª giornata - 22 gennaio 2017 PalaRota, Spoleto                    | Marconi           | 3 - 0 | Tricolore        | 25-18, 25-12, 25-12               |
| 18ª giornata - 5 febbraio 2017 PalaBigi, Reggio nell'Emilia         | Tricolore         | 2 - 3 | M&G              | 21-25, 25-23, 25-19, 21-25, 11-15 |

#### Pool promozione

##### Girone di andata
| 1ª giornata - 12 febbraio 2017 PalaEstra, Siena             | Emma Villas | 3 - 0 | Tricolore        | 25-14, 25-19, 25-20               |
| 2ª giornata - 15 febbraio 2017 PalaBigi, Reggio nell'Emilia | Tricolore   | 1 - 3 | New Mater        | 19-25, 27-25, 26-28, 17-25        |
| 3ª giornata - 19 febbraio 2017 PalaMalè, Viterbo            | Tuscania    | 0 - 3 | Tricolore        | 23-25, 21-25, 18-25               |
| 4ª giornata - 23 febbraio 2017 PalaBigi, Reggio nell'Emilia | Tricolore   | 3 - 2 | Lupi Santa Croce | 20-25, 22-25, 25-16, 25-23, 15-13 |
| 5ª giornata - 26 febbraio 2017 PalaJacazzi, Aversa          | Aversa      | 3 - 2 | Tricolore        | 25-19, 24-26, 19-25, 25-19, 26-24 |

##### Girone di ritorno
| 6ª giornata - 4 marzo 2017 PalaBigi, Reggio nell'Emilia        | Tricolore        | 3 - 1 | Emma Villas | 22-25, 25-20, 25-21, 25-22 |
| 7ª giornata - 8 marzo 2017 PalaGrotte, Castellana Grotte       | New Mater        | 3 - 0 | Tricolore   | 27-25, 25-21, 25-19        |
| 8ª giornata - 11 marzo 2017 PalaBigi, Reggio nell'Emilia       | Tricolore        | 3 - 0 | Tuscania    | 25-23, 25-19, 25-20        |
| 9ª giornata - 15 marzo 2017 PalaParenti, Santa Croce sull'Arno | Lupi Santa Croce | 3 - 0 | Tricolore   | 25-15, 25-22, 25-14        |
| 10ª giornata - 20 marzo 2017 PalaBigi, Reggio nell'Emilia      | Tricolore        | 3 - 0 | Aversa      | 25-18, 25-21, 25-22        |

#### Play-off promozione
| Quarti di finale (gara 1) - 26 marzo 2017 PalaRota, Spoleto            | Marconi   | 3 - 0 | Tricolore | 25-21, 25-18, 25-23 |
| Quarti di finale (gara 2) - 2 aprile 2017 PalaBigi, Reggio nell'Emilia | Tricolore | 0 - 3 | Marconi   | 20-25, 17-25, 22-25 |

## Statistiche

### Statistiche di squadra
| Competizione | Punti | In casa | In casa | In casa | In trasferta | In trasferta | In trasferta | Totale | Totale | Totale |
| Competizione | Punti | G       | V       | P       | G            | V            | P            | G      | V      | P      |
| ------------ | ----- | ------- | ------- | ------- | ------------ | ------------ | ------------ | ------ | ------ | ------ |
| Serie A2     | 25    | 15      | 8       | 7       | 15           | 6            | 9            | 30     | 14     | 16     |
| Totale       | -     | 15      | 8       | 7       | 15           | 6            | 9            | 30     | 14     | 16     |

G = partite giocate; V = partite vinte; P = partite perse

### Statistiche dei giocatori
| Giocatore     | Serie A2 | Serie A2 | Serie A2 | Serie A2 | Serie A2 | Totale | Totale | Totale | Totale | Totale |
| Giocatore     | P        | PT       | AV       | MV       | BV       | P      | PT     | AV     | MV     | BV     |
| ------------- | -------- | -------- | -------- | -------- | -------- | ------ | ------ | ------ | ------ | ------ |
| L. Beccaro    | 26       | 15       | 6        | 4        | 5        | 26     | 15     | 6      | 4      | 5      |
| A. Bevilacqua | 13       | 34       | 31       | 3        | 0        | 13     | 34     | 31     | 3      | 0      |
| A. Cargioli   | 27       | 200      | 125      | 67       | 8        | 27     | 200    | 125    | 67     | 8      |
| L. Dolfo      | 27       | 379      | 310      | 41       | 28       | 27     | 379    | 310    | 41     | 28     |
| Y. Kody       | 29       | 642      | 570      | 44       | 28       | 29     | 642    | 570    | 44     | 28     |
| A. Miselli    | 10       | 47       | 29       | 15       | 3        | 10     | 47     | 29     | 15     | 3      |
| D. Morgese    | 30       | 0        | 0        | 0        | 0        | 30     | 0      | 0      | 0      | 0      |
| M. Norbedo    | 23       | 71       | 36       | 31       | 4        | 23     | 71     | 36     | 31     | 4      |
| F. Rossatti   | 28       | 98       | 74       | 22       | 2        | 28     | 98     | 74     | 22     | 2      |
| R. Scaltriti  | 25       | 11       | 9        | 0        | 2        | 25     | 11     | 9      | 0      | 2      |
| G. Silva      | 28       | 139      | 109      | 20       | 10       | 28     | 139    | 109    | 20     | 10     |
| P. Soli       | 29       | 58       | 20       | 23       | 15       | 29     | 58     | 20     | 23     | 15     |
| L. Šuljagić   | 17       | 144      | 97       | 40       | 7        | 17     | 144    | 97     | 40     | 7      |

P = presenze; PT = punti totali; AV = attacchi vincenti; MV = muri vincenti; BV = battute vincenti